# Vanderhorstia bella
Vanderhorstia bella es una especie de peces de la familia de los Gobiidae en el orden de los Perciformes.

## Morfología
- Los machos pueden llegar a alcanzar los 7,1 cm de longitud total.
- Número de vértebras: 26.[1][2]

## Hábitat
Es un pez de Mar y, de clima tropical y demersal que vive hasta los 8 m de profundidad. 

## Distribución geográfica
Se encuentra en Fiyi.

## Observaciones
Es inofensivo para los humanos. 